# Estação Ferroviária de Pontaubault
A Estação ferroviária de Pontaubault é uma antiga estação localizada na comuna francesa de Pontaubault (departamento da Manche). Foi destruída por questões económicas. Fazia parte da ligação Lison - Lamballe.